# 圣卢迪加斯 (马耶讷省)
圣卢迪加斯（法語：Saint-Loup-du-Gast）是法国马耶讷省的一个市镇，属于马耶讷区（Mayenne）昂布里埃勒瓦莱埃县（Ambrières-les-Vallées）。该市镇总面积9.98平方公里，2009年时的人口为363人。

## 人口
圣卢迪加斯人口变化图示